# Ulf Timmermann
Ulf Béla Timmermann (* 1. November 1962 in Ost-Berlin) ist ein ehemaliger deutscher Leichtathlet. Er wurde 1988 Olympiasieger im Kugelstoßen für die DDR. Timmermann war beteiligt am staatlichen DDR-Dopingprogramm.

## Leben

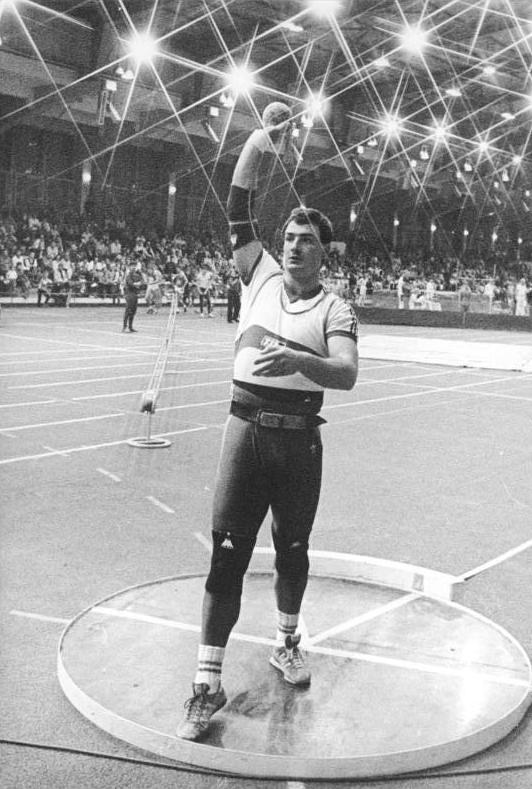
Ulf Timmermann stößt am 11. Februar 1989 in der Sporthalle Aktivist in Senftenberg neuen Halleneuroparekord mit 22,55 m

Timmermann startete für den Berliner TSC und war in den 1980er Jahren einer der weltbesten Kugelstoßer. Nur den US-Amerikanern Randy Barnes, Joe Kovacs und Ryan Crouser gelang es bisher ebenfalls, die Kugel auf über 23 Meter zu stoßen, allerdings mit der Drehstoßtechnik.
Timmermann brach im Laufe seiner Karriere mehrmals den Weltrekord. Erstmals 1985 mit 22,62 m. Vor den Olympischen Spielen 1988 in Seoul stieß er die Kugel am 22. Mai 1988 mit 23,06 m als erster Mensch über 23 Meter. Der große Favorit auf die Goldmedaille war bei der Eröffnungsfeier in Seoul Fahnenträger der DDR-Delegation und errang Tage später den erhofften Olympiasieg.
Der große Konkurrent in der DDR von Udo Beyer wurde zwischen 1988 und 1990 dreimal hintereinander DDR-Meister und gewann 1992 nach der Wiedervereinigung seinen einzigen gesamtdeutschen Meistertitel. Er trat dann auch für Deutschland bei den Olympischen Spielen 1992 in Barcelona an, wurde aber nur Fünfter. Er beendete danach seine Karriere. Seine 23,06 m sind bis heute Europarekord. Den Weltrekord musste er 1990 an Randy Barnes mit 23,12 m abgeben.
Bei den Europameisterschaften 1986 in Stuttgart wurde er mit 21,84 m Zweiter hinter dem Schweizer Werner Günthör. 1990 in Split gewann er mit 21,31 m.
Ulf Timmermann hatte bei einer Größe von 1,94 m ein Wettkampfgewicht von 118 kg. Seine Angleittechnik galt als mustergültig, Bildserien werden auch heute noch für die Schulung eingesetzt.
Timmermann schloss eine Ausbildung zum Steuerfachangestellten ab, arbeitete als selbstständiger Unternehmensberater und wurde 2013 Geschäftsführer einer Großbäckerei. Er ist geschieden und hat zwei Kinder.

## Doping in der DDR
1991 konnten die Dopinggegner Brigitte Berendonk und Werner Franke Dutzende Dissertationen und Habilitationsschriften ehemaliger DDR-Dopingforscher in der Militärmedizinischen Akademie Bad Saarow sicherstellen. Anhand der Arbeiten ließ sich die staatlich organisierte Dopingpraxis vieler bekannter DDR-Leistungssportler, darunter auch Ulf Timmermann, rekonstruieren. Den Angaben zufolge bekam Ulf Timmermann von 1981 bis 1984 sehr hohe Dosen Oral-Turinabol. Timmermann hat die Einnahme anaboler Steroide abgestritten. Geheime DDR-Studien präsentierten ihn als Paradebeispiel für den Nutzen von Oral-Turinabol.

## Auszeichnungen (Auswahl)
- 1984 und 1988: Vaterländischer Verdienstorden in Gold